# Ла Торба (Гросето)
Ла Торба (итал. La Torba) је насеље у Италији у округу Гросето, региону Тоскана.
Према процени из 2011. у насељу је живело 209 становника. Насеље се налази на надморској висини од 5 м.